# Генріх Леопольд Вагнер
Генріх Леопольд Вагнер (нім. Heinrich Leopold Wagner; 19 лютого 1747, Страсбург — 4 березня 1779, Франкфурт-на-Майні) — німецький поет і драматург епохи «Бурі і натиску».

## Біографія
Старший син купця. Закінчивши школу у Страсбурзі, вивчав юриспруденцію. Служив адвокатом у Франкфурті-на-Майні, був близьким до ЙЙоганна Вольфганга Гете та інших видатних письменників свого часу — Клінгера, Ленца, Кауфмана, Шубарта. Помер від туберкульозу у 32 роки.
Основні твори Вагнера — сатира «Прометей, Девкаліон та її рецензенти» (1775), драма «Пізнє каяття» (1775) і п'єса «Дітовбивця» (1776) — були популярними завдяки гостроті і злободенності зображених у яких станових конфліктів.